# 장도면
장도면(長道面)은 경기도 장단군의 행정구역이었다. 현재 군사분계선 이북은 북한 개성시 장풍군에, 이남은 연천군 백학면에 편입되어 있다. 장도면의 경우 38선과 휴전선이 모두 지나가는 지역이었는데 북위 38도선 이남의 장도면의 많은 지역은 북한으로 넘어간 반면, 38도선 이북에서 수복한 지역도 있었다. 따라서 38도선 이남 지역중 남한이 계속 차지한 지역은 수복지구임시행정조치법 실행 이후에도 대한민국이 실효지배하면서도 실제 군 기능을 하지 않는 대한민국의 장단군 장도면으로 되어 있었다가 수복지구와동인접지구의행정구역에관한임시조치법에 의해 폐지되었다.

## 같이 보기
- 장단군#이북5도위원회의 행정구역